# MRPL28
MRPL28‏ (Mitochondrial ribosomal protein L28) هوَ بروتين يُشَفر بواسطة جين MRPL28 في الإنسان.